# Sergej Čepikov
Sergej Vladimirovič Čepikov (rusky: Серге́й Влади́мирович Че́пиков; * 30. ledna 1967) je bývalý ruský biatlonista. Reprezentoval Sovětský svaz, Společenství nezávislých států a Rusko. Má ve sbírce celkem šest olympijských medailí. Dvě z nich jsou individuální – zlato ze sprintu (10 km) na olympiádě v Lillehammeru roku 1994 a bronz ze stejné disciplíny na hrách v Calgary roku 1988. Zbylé jsou ze štafet, jedna je i zlatá, z Calgary. Z mistrovství světa má dva tituly, oba kolektivní. Dvakrát se stal celkovým vítězem Světového poháru (1989–90, 1990–91). Krom toho se věnoval i běhu na lyžích, zúčastnil se jako běžec olympijských her v Naganu roku 1998. Celkem se podíval na šest olympiád. Po skončení sportovní kariéry se začal věnovat mj. politice, roku 2016 byl zvolen poslancem Státní dumy za putinovskou stranu Jednotné Rusko.